# Gustavo Salinger
Gustavo Salinger (23 de junho de 1848 – 9 de fevereiro de 1920) foi o terceiro prefeito do município de Blumenau, entre os anos de 1889 a 1890.

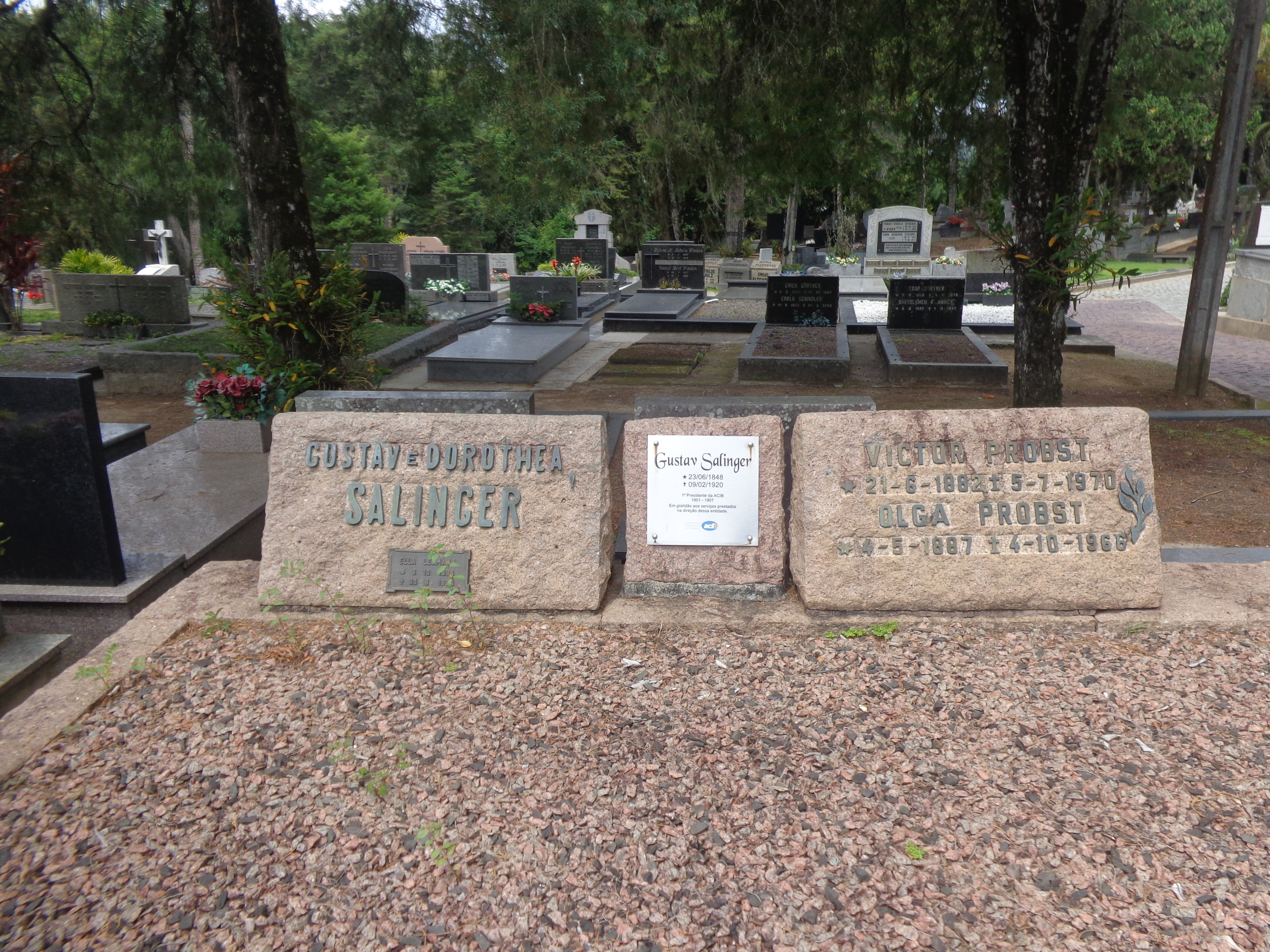
Sepultura no Cemitério da Comunidade Evangélica de Blumenau

Foi Cônsul Honorário da Alemanha e primeiro presidente da ACIB (Associação Empresarial de Blumenau). Atualmente, a entidade confere, por seu núcleo de Jovens Empreendedores, o Prêmio "Gustav Salinger" a empresários que se destacam.